# Jacques de Preston
Jacques de Preston (1746 - Bilzen, 25 april 1823) was een Zuid-Nederlands edelman van Ierse origine.

## Levensloop
Jacques de Preston was een jongere zoon van Jenico Preston (1707-1757), tiende burggraaf Gormanston (1707–1757), en de broer van Anthony Preston (1736-1786), de elfde burggraaf Gormanston. Hij kwam zich op het vasteland vestigen. Het is waarschijnlijk dat hij een carrière doorliep als officier in een of ander regiment. In 1816 werd hij erkend in de erfelijke Nederlandse adel met de titel graaf, overdraagbaar bij eerstgeboorte en benoemd in de Ridderschap van Limburg. In 1780 kocht Preston het kasteel van Schoonbeek in Bilzen.
Hij trouwde in 1774 in Brussel met Purefoy Aston (1747-1792), dochter van baron Willoughby Aston en Elisabeth Pye. Ze hadden acht kinderen.
Zijn zoon, graaf Edouard de Preston (1783-1884), die eeuweling werd, trouwde in Bilzen met de Zwitserse Caroline de Wittenbach (1801-1836). Ze hadden negen kinderen. De andere zoons trouwden niet. Camille de Preston (1835-1903) was een dochter van Edouard en Caroline; zij trouwde op 26 oktober 1854 op 19-jarige leeftijd met Jules de Villenfagne de Vogelsanck. Een andere dochter trouwde met graaf de Renesse. In 1913 was de familie uitgedoofd.